# ロイヤルチェンバーオーケストラ
ロイヤルチェンバーオーケストラは、東京都を本拠地とする室内オーケストラである。
1993年に堤俊作により設立。1997年より編成を拡大してロイヤルメトロポリタン管弦楽団という名称でも活動する。結成時より指揮者は堤が務めていたが、2013年9月に死去。現在は西本智実が芸術監督・首席指揮者を務めている。
主なレコーディングは、堤指揮でベートーヴェンの交響曲第9番やモーツァルトの交響曲集などがある。